# Hexabunus
Hexabunus is een geslacht van hooiwagens uit de familie Gonyleptidae.
De wetenschappelijke naam Hexabunus is voor het eerst geldig gepubliceerd door Roewer in 1913. 

## Soorten
Hexabunus is monotypisch en omvat slechts de volgende soort:
- Hexabunus armillatus